# 奥斯汀·克莱巴
奥斯汀·克莱巴（英語：Austin Kleba，1999年7月27日—），美国男子速度滑冰运动员，2022年四大洲速度滑冰锦标赛男子500米、男子短距离团体追逐金牌得主和男子1000米银牌得主、2025年四大洲速度滑冰锦标赛男子短距离团体追逐金牌得主、2025年世界单程距离速度滑冰锦标赛男子短距离团体追逐铜牌得主。